# Amazone à lores rouges
Amazona autumnalis
Espèce
Statut de conservation UICN

 LC  : Préoccupation mineure
Statut CITES
L'Amazone à lores rouges (Amazona autumnalis) est une espèce d'oiseaux de la famille des Psittacidae.

## Répartition

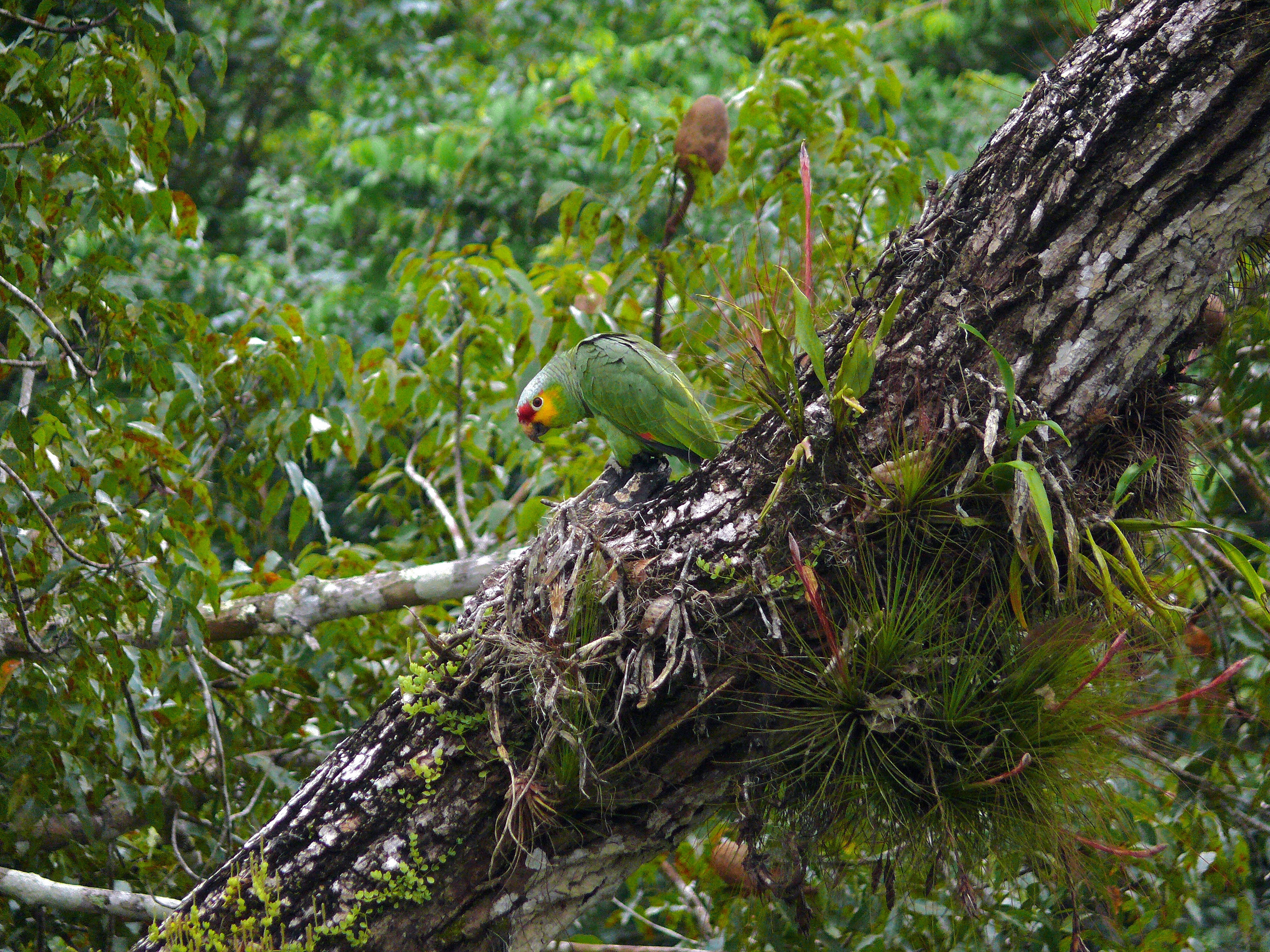
Amazone à lores rouges (parc national de Tikal, Guatemala)

Cet oiseau est présent en Amérique centrale et du Sud : Belize, Brésil, Colombie, Costa Rica, Équateur, Guatemala, Honduras, Mexique, Nicaragua, Panama et Venezuela.

## Systématique
Une de ses sous-espèces est désormais reconnue comme une espèce à part entière, Amazona diadema, par le Congrès ornithologique international. Lorsqu'elle était encore considérée comme une sous-espèce de Amazona autumnalis, le CINFO donnait alors à ce taxon le nom normalisé d'Amazone diadème.

### Sous-espèces
D'après le Congrès ornithologique international, cette espèce est constituée des trois sous-espèces suivantes (ordre phylogénique) :
- Amazona autumnalis autumnalis  (Linnaeus, 1758) ;
- Amazona autumnalis salvini  (Salvadori, 1891) ;
- Amazona autumnalis lilacina Lesson, 1844.